# Banja (obwód Błagojewgrad)
Banja (bułg. Баня) – wieś w Bułgarii, w obwodzie Błagojewgrad, w gminie Razłog. Według danych szacunkowych Ujednoliconego Systemu Ewidencji Ludności oraz Usług Administracyjnych dla Ludności, 15 czerwca 2020 roku miejscowość liczyła 2 891 mieszkańców.

## Historia
W XVIII wieku Banja była wsią w nahiye Razłog. W 1748 była to timarem Jusufa. W latach 1893–1912 ludność wsi brała udział w walkach rewolucyjnych organizacji walczącej o autonomię Macedonii (WMRO). W 1897 roku powstało czitaliszte „Prosweta”.

## Zabytki
We wsi znajduje się łaźnia turecka nazywana Murtina banja z XVII wieku oraz druga łaźnia turecka nazywana Rimska banja, zwana też starą łaźnią bułgarską.
Innym zabytkiem jest ogromny głaz narzutowy Kamenot, czczony w starożytności.
We wsi znajduje się muzeum etnograficzne.